# プラヴェ駅
プラヴェ駅（プラヴェえき）は、スロベニア共和国沿海地方カナル村にある、スロベニア国鉄（SŽ）ボーヒニ線の駅である。

## ダイヤ[1]
- 普通列車のみ、平日は1日7-8往復、休日は1日5-6往復が停車する。優等列車は通過。

## 駅構造
1面1線の地上駅。
| 路線       | 方向   | 行先             | 備考 |
| ---------- | ------ | ---------------- | ---- |
| ボーヒニ線 | 北方向 | イェセニツェ方面 | 普通 |
| ボーヒニ線 | 南方向 | セジャーナ方面   | 普通 |

## 隣の駅
スロベニア国鉄
ボーヒニ線
普通
アンホヴォ駅 - プラヴェ駅 - ソルカン駅

## その他
スロベニア最西端の駅で、イタリアとの国境に近い。